# Plinia edulis
Plinia edulis là một loài thực vật có hoa trong Họ Đào kim nương. Loài này được (Vell.) Sobral miêu tả khoa học đầu tiên năm 1985.

## Hình ảnh

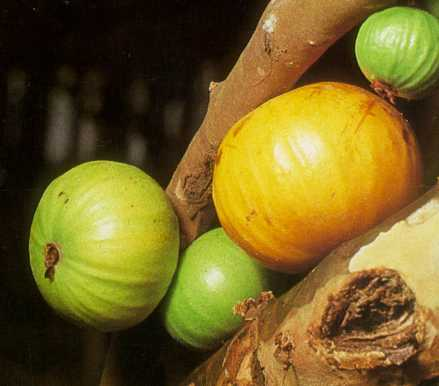
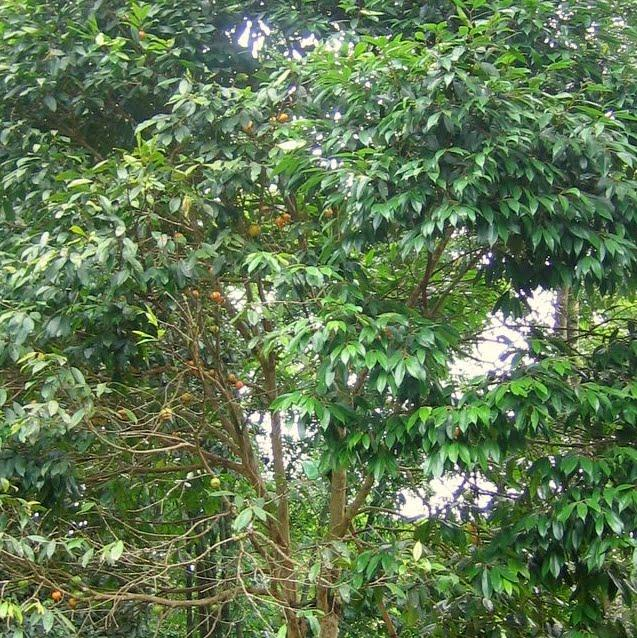